# Rhopalodes nigrifascia
Rhopalodes nigrifascia là một loài bướm đêm trong họ Geometridae.